# محلی‌سازی بازی ویدئویی
محلی‌سازی یا بومی‌سازی بازی ویدئویی (به انگلیسی: Video game localization) به تهیه نرم‌افزار و سخت‌افزار بازی‌های ویدئویی برای فروش در منطقه یا کشور جدید می‌گویند. ترجمه متون بازی بخش عمده ای از محلی سازی است، اما این فرایند شامل هرگونه تغییر در بازی، از جمله تغییر دارایی‌های بازی (assets)، ضبط صدای جدید، تغییر سخت‌افزار، حذف قسمت‌هایی از بازی به دلیل تفاوت فرهنگی است. ممکن است حساسیت‌ها و/یا الزامات قانونی محلی و حتی افزودن بخش‌هایی برای جایگزینی محتوای بریده شده نیز در فرایند محلی سازی رخ دهد.
تصمیم برای محلی سازی یک بازی به شدت بستگی به عوامل اقتصادی دارد، مانند سود بالقوه ای که بازی می‌تواند در یک کشور جدید به دست آورد. به این ترتیب، این فرایند معمولاً توسط خود توسعه دهندگان بازی یا توسط یک شرکت شخص ثالث انجام می‌شود، اگرچه در صورت کیفیت پایین ترجمه یا عدم انتشار بازی به زبان خاص، ممکن است محلی سازی غیرمجاز توسط طرفداران رخ دهد. از نظر صنعتی، بومی سازی هنوز در حال گسترش و توسعه است و از نظر اجرا و اهمیت فاقد ثبات است. جمع‌آوری اطلاعات در مورد شیوه‌های بومی سازیبه دلیل آنکه شرکت‌ها با هم سازگار نیستند و همچنین قراردادهای عدم افشای اطلاعات که بسیاری از مترجمان باید امضا کنند، بومی سازی را دشوار کرده‌است.
هدف محلی سازی ایجاد یک بازی لذت بخش و بدون سردرگمی برای کاربران با توجه به بافت فرهنگی خاص آنان و در عین وفاداری به مطالب اصلی است. در این فرایند کسب اعتماد بسیار مهم است؛ اگر بازیکن احساس کند که محصول برای او در نظر گرفته نشده، یا اگر محلی سازی باعث سردرگمی یا مشکل در درک مطلب می‌شود، ممکن است بازیکن نتواند بازی را ادامه دهد.

## در ایران
به دلیل عدم رعایت حق نشر (کپی‌رایت) و نبود بازار رسمی و مشخص در ایران، شرکت‌ها دلیلی برای محلی سازی محصول در ایران نمی‌بیند و ترجمه رسمی بازی ویدئویی از طرف شرکت سازنده وجود ندارد. با این حال عنوان دارکسایدرز ۳ تا امروز تنها بازی است که با زیرنویس و منوی فارسی از طرف خود شرکت عرضه شد.

## جنجال و حواشی
در سال ۲۰۱۰ در مورد نحوه بومی سازی بازی‌های ژاپنی، به ویژه برای سیستم عامل‌های نینتندو، بحث‌هایی وجود داشت. برخی از طرفداران تغییرات ناشی در داستان و شخصیت‌ها و برخی حذف محتوای جنسی را در نظر می‌گیرند. محلی سازی بازی‌های نینتندو معمولاً توسط بخش نینتندو به نام Treehouse انجام می‌شود. به علت عدم تمایل نینتندو برای صحبت کردن در مورد محلی سازی، حدس و گمان و نظریه‌های توطئه در بین علاقه‌مندان منتشر شد، و چندین کارمند Treehouse مسئول تغییرات نامطلوب بودند.
آلیسون رپ، کارمند Treehouse که مستقیماً در محلی سازی مشارکت ندارد، به دلیل اظهارات خود در توییتر جنجال برانگیخت. توجه به آلیسون رپ به عنوان بخشی از جنجال گیمرگیت و پس از انتشار مقاله ای از طرف وی که از نسبی‌گرایی فرهنگی در مورد جنسیت خردسالان در رسانه‌های ژاپنی حمایت می‌کرد، افزایش یافت. این مقالهُ علیه نوعی سانسور که منتقدان بخش Treehouse آن را مورد انتقاد قرار دادند، بحث کرد. با این حال، برخی این مقاله را به عنوان دفاع از استثمار کودکان تفسیر کردند و خوانندگان روزنامه Daily Stormer یک کمپین نامه نگاری برای اخراج او ترتیب دادند. این ابتکار در جنبش گیمرگیت بحث‌برانگیز بود، به طوری که برخی از طرفداران آن را موجه برای مخالفت با یک ایدئولوژیک می‌دانستند، در حالی که برخی دیگر کمپین علیه آلیسون رپ را غیراخلاقی یا ناهمخوان با اهداف کمپین می‌دانستند. رپ متعاقباً اخراج شد، اگرچه نینتندو بیانیه ای صادر کرد که دلیل آن این بود که او بر خلاف سیاست شرکت، شغل دوم داشت. خودش معتقد است که حضور جنجالی آنلاین او، علت واقعی اخراجش بوده‌است.